# Sabinebukta
Sabinebukta is een baai van het eiland Nordaustlandet, dat deel uitmaakt van de Noorse eilandengroep Spitsbergen.
De baai is vernoemd naar astronoom Edward Sabine.

## Geografie
De baai mondt in het noorden uit in de grotere baai Nordenskiöldbukta. In het noordwesten ligt de baai Lindhagenbukta. In het zuiden ligt Gustav-V-land.
Aan de zuidzijde monden twee gletsjers in de baai uit: de Sabinebreen en Maudbreen.